# Bianco floreale
Il bianco floreale è una gradazione di bianco.